# 決死の戦場 第2次世界大戦全史
『決死の戦場 第2次世界大戦全史』（けっしのせんじょう だいにじせかいたいせんぜんし）は、1977年10月8日から1978年3月20日まで東京12チャンネル（現・テレビ東京）で放送されていた戦争ドキュメンタリー番組である。

## 概要
1972年にイギリスで公開された秘密文書や新資料を基にして描いた第二次世界大戦史で、小山田宗徳のナレーションで進行。ヒトラー率いるナチス・ドイツのチェコスロバキア併合からポーランド侵攻、日本の敗戦までを未公開フィルムを交えながら紹介し、各地で激戦が繰り広げられた大戦の爪跡を見せていた。

## 放送時間
いずれも日本標準時。
- 土曜 19:00 - 19:54 （1977年10月8日 - 1977年12月24日）
- 月曜 22:00 - 22:54 （1978年1月9日 - 1978年3月20日）